# Ngân hàng Quốc gia Việt Nam

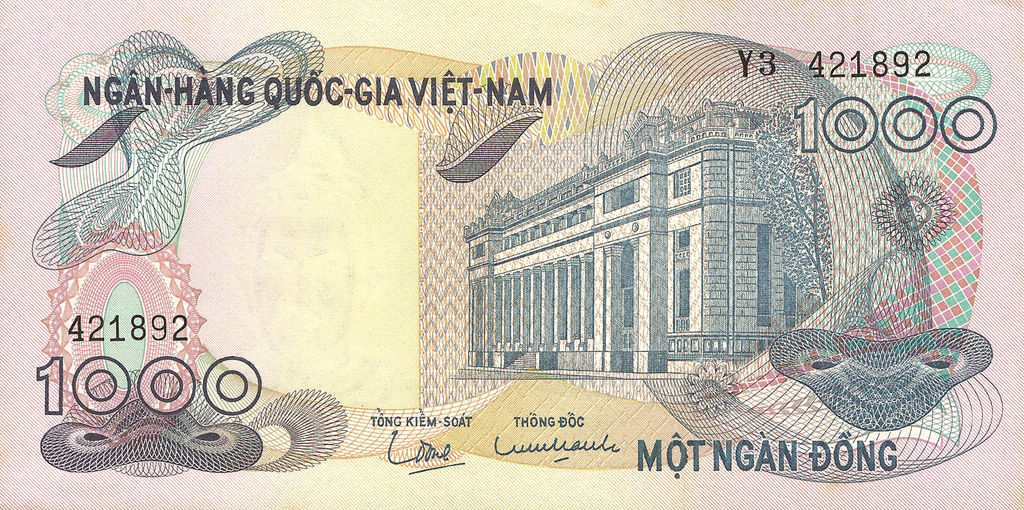
Mặt tiền của trụ sở Ngân hàng Quốc gia Việt Nam được in trên tờ tiền giấy mệnh giá 1000 đồng phát hành năm 1971

Ngân hàng Quốc gia Việt Nam là ngân hàng trung ương của Quốc gia Việt Nam và Việt Nam Cộng hòa hình thành ngày 31 tháng 12 năm 1954 và hoạt động đến ngày 30 tháng 4 năm 1975. Ngoài việc phát hành tiền tệ, cơ quan này đảm trách việc quản lý tài chính và tham mưu các chính sách liên quan đến tiền tệ cho Chính phủ Việt Nam Cộng hòa.

## Lịch sử

### Thành lập
Ngày 4 tháng 6 năm 1954, Pháp ký hiệp định trao trả độc lập cho Việt Nam. Bản hiệp ước do thủ tướng Nguyễn Phúc Bửu Lộc của chính phủ Bảo Đại và thủ tướng Pháp Joseph Laniel ký ghi nội dung điều khoản 3: Pháp cam kết trao trả lại cho Chính phủ Việt Nam các thẩm quyền và công vụ mà Pháp còn phụ trách. Trong đó, họ trao trả lại quyền tự chủ tiền tệ, tức giải tán Viện phát hành tiền tệ Đông Dương của mình để trao trả lại quyền phát hành tiền cho Việt Nam.
Ngày 21 tháng 12 năm 1954, quốc trưởng Bảo Đại ký dụ số 18 thành lập Ngân hàng Quốc gia Việt Nam và Viện hối đoái riêng. Tuy nhiên trong thời gian đầu, tiền Việt Nam vẫn nằm trong khu vực đồng franc có tỉ giá 1 đồng Việt bằng 10 đồng franc.
Ngày 1 tháng 1 năm 1955, Ngân hàng Quốc gia Việt Nam chính thức hoạt động tại số 17 Bến Chương Dương, Sài Gòn. Đồng bạc Đông Dương (piastres) được thay thế bằng đồng bạc Việt Nam. Trong những hoạt động đầu tiên là thu hồi tiền tệ do Viện Phát hành Quốc gia Việt, Miên, Lào (Institut d'Emission des Etats du Cambodge, du Laos et du Viet-Nam) cho lưu hành, để thay bằng tiền mới của Ngân hàng Quốc gia.
Ngày 17 tháng 12 năm 1955, tiền Việt chính thức tách ra khỏi các thỏa ước tiền tệ với Pháp trước đó bằng việc thủ tướng Ngô Đình Diệm ký dụ số 15, bắt buộc tất cả hoạt động tiền tệ đều nằm dưới quyền kiểm soát của Ngân hàng Quốc gia Việt Nam. Không còn nằm trong khu vực tiền Pháp, đồng Việt Nam được ấn định tỉ giá theo đôla Mỹ, thời điểm này 35 đồng bằng 1 USD, 98 đồng bằng một bảng Anh và 0,1 đồng bằng 1 franc.

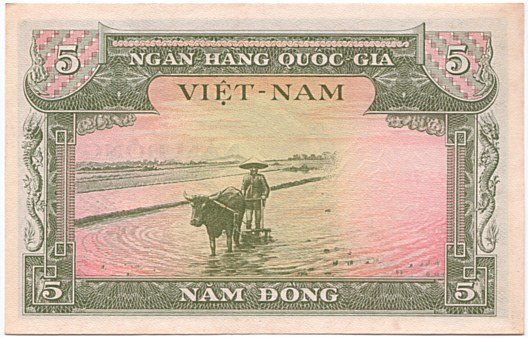
Tờ giấy bạc giá trị năm đồng do Ngân hàng Quốc gia Việt Nam phát hành

Theo nghị quyết số 48 thì Ngân hàng Quốc gia Việt Nam được thành lập với bốn độc quyền:
1. Phát hành giấy bạc và tiền kim loại tại Việt Nam, tức đồng tiền của Việt Nam Cộng hòa
2. Tự do mua bán các quý kim và các ngoại tệ,
3. Bảo đảm các tài khoản mua chịu của nhà nước,
4. Kiểm tra các cơ sở tài chánh trong nước.

### Hoạt động
Đối với các ngân hàng tư nhân ngoại quốc hay quốc nội hoạt động ở Việt Nam thì luật pháp bắt buộc các ngân hàng tư phải ký thác vào Ngân hàng Quốc gia 10-20% tổng số vốn. Khi đổi ngoại tệ thì ngân hàng thương mại phải ký thác 25-100% tiền Việt Nam Cộng hòa vào Ngân hàng Quốc gia tương đương với lượng ngoại tệ mua vào. Tuy nhiên Ngân hàng Quốc gia không nhận nhiệm vụ kiểm soát hối suất giữa tiền Việt Nam Cộng hòa và các ngoại tệ. Phận vụ này thuộc về Viện Hối đoái, một cơ quan tự trị thuộc Bộ Tài chánh. Về mặt giao dịch, nhất thương vụ và việc cho các ngân hàng khác vay thì Ngân hàng Quốc gia ủy thác cho cơ quan phụ thuộc có tên gọi là Ngân hàng Việt Nam Thương tín (Crédit Commercial du Viet-Nam, Commercial Credit Bank of Vietnam). Tính đến năm 1975 thì Ngân hàng Việt Nam Thương tín là ngân hàng hoạt động quy mô nhất trong lãnh vực ngoại thương tại miền Nam.
Tính đến Tháng Chạp năm 1963 thì tổng sản vàng và ngoại tệ trong ngân khố trị giá 174,5 triệu USD trong khi số lượng tiền lưu hành là 16,645 tỷ đồng.
Ngân hàng Quốc gia Việt Nam là sáng lập viên của Ngân hàng Phát triển châu Á (Asian Development Bank, ADB) năm 1966 cùng là thành viên của Quỹ tiền tệ Quốc tế (International Monetary Fund, IMF) và Ngân hàng Thế giới (World Bank, WB). 
Sau năm 1975 Ngân hàng Nhà nước Việt Nam kế thừa vai trò cũ của Ngân hàng Quốc gia Việt Nam trong các tổ chức này.

#### Khó khăn về ngoại tệ và vàng
Một khó khăn đối diện Ngân hàng Quốc gia từ lúc đầu là số lượng vàng dự trữ ở Việt Nam tổng cộng 33 tấn sau khi Đế quốc Nhật Bản bại trận năm 1945 thì Quân đội Pháp đã tiếp nhận vào chuyển về Pháp năm 1955. Chính phủ Đệ Nhất Cộng hòa của Tổng thống Ngô Đình Diệm phải điều đình đòi hoàn lại. Khó khăn thứ hai là lượng ngoại tệ trong ngân khố phần lớn là tiền franc Pháp mà chính phủ Pháp hạn chế việc hoán đổi, mỗi năm chỉ được đổi lấy một lượng nhỏ sang Mỹ kim, bảng Anh, Đức mã hoặc yên Nhật. Trong khi đó thì đồng franc Pháp bị phá giá liên tục khiến giá trị lượng ngoại tệ của Việt Nam Cộng hòa bị cuốn theo những đợt giảm giá. Sau mấy lượt thương thuyết hai bên mới đồng thuận ký kết giải quyết việc tài chính kể cả việc Pháp giao lại 33 tấn vàng vào năm 1958. Kể từ đó Việt Nam chấm dứt lệ thuộc vào khu vực đồng franc (franc zone).

#### Tích sản năm 1975
Khi chính thể Việt Nam Cộng hòa tan vỡ thì trong kho hầm sắt của Ngân hàng Quốc gia Việt Nam có 1.234 thoi vàng và một số tiền cổ bằng vàng. Tổng cộng là hơn 16 tấn  (Về sau, lượng vàng này được đưa qua Liên Xô bán cùng với các loại vàng có trong nước gồm tất cả 40 tấn để trả nợ và giải quyết các nhu cầu khó khăn của thời bao cấp) và 5,7 tấn vàng gửi tại ngân hàng Thụy Sĩ.
Ngoài ra, một số vàng khá lớn và đá quý do các tư nhân ký gửi vẫn còn ở ngân hàng. Theo cuốn Lịch sử ngân hàng Việt Nam, toàn bộ số tiền mặt của Việt Nam Cộng hòa thu được hơn 150 tỉ đồng. Trong đó, tiền các loại thu được trong kho Ngân hàng Quốc gia 125 tỉ đồng, gồm cả những tờ mệnh giá 1.000 đồng in hình các con thú mới chuẩn bị phát hành vẫn đang niêm phong dưới tầng hầm Ngân hàng Quốc gia. Tiền quỹ lưu dụng 7,8 tỉ đồng và tiền quỹ của các ngân hàng tư nhân trên 19 tỉ đồng.
Ngân hàng Quốc gia Việt Nam còn có nhiều trương mục ký thác dự trữ ngoại tệ ở ngoại quốc như Ngân hàng Dự trữ Liên bang Hoa Kỳ ở hai chi nhánh New York và San Francisco; Ngân hàng Thanh toán Quốc tế (Bank of International Settlements, BIS) ở Basel, Thụy Sĩ; Bank of America và Citibank. Số ngoại tệ này phần lớn đầu tư vào công khố phiếu. Tổng dự trữ ngoại hối là 252,2 triệu USD, số dư có 138.798.820 USD do Ngân hàng Quốc gia Việt Nam và 26 ngân hàng thương mại gửi ở nước ngoài mà chủ yếu là Mỹ và Thụy Sĩ.
Tích sản của Việt Nam Cộng hòa ký thác ở Hoa Kỳ nói chung lập tức bị niêm phong, chính sách cấm vận của Mỹ đã phong tỏa hơn 93 triệu USD. Số ngoại hối còn lại cũng chưa thể rút ngay được, trong khi lượng ngoại tệ bằng tiền mặt tiếp quản được cả hệ thống ngân hàng Sài Gòn chỉ hơn 201.000 USD.
Sau này, số ngoại tệ khả dụng của Việt Nam Cộng hòa gửi ở nước ngoài cũng được Vietcombank tiến hành các thủ tục rút dần về nước để giải quyết tình trạng khan hiếm ngoại tệ nghiêm trọng. Riêng hơn 93 triệu USD bị Mỹ phong tỏa cũng được thu hồi sau khi bình thường hóa quan hệ ngoại giao với Việt Nam. Theo ông Nguyễn Duy Lộ - nguyên phó tổng giám đốc Vietcombank, Việt Nam không chỉ thu hồi được tất cả số tiền gốc ngoại tệ ký gửi ở nước ngoài mà còn lấy được cả lãi với tổng số lên đến gần 396 triệu USD.

### Giải thể
Sau năm 1975, Chính phủ Cách mạng lâm thời Cộng hòa Miền Nam Việt Nam đã tiếp quản Ngân hàng Quốc gia Việt Nam và thông qua danh nghĩa của chủ ngân hàng này để thừa kế vai trò hội viên của Ngân hàng Việt Nam Cộng hòa này trong các tổ chức tài chính quốc tế như: IMF, WB, ADB và phát triển Ngân hàng Nhà nước Việt Nam.
Đáng kể nhất chính nhờ nghiệp vụ sổ sách chặt chẽ, khoa học, đặc biệt là tinh thần trách nhiệm của toàn thể cán bộ nhân viên Ngân hàng Quốc gia Việt Nam đã giúp Chính phủ Cách mạng lâm thời Cộng hòa Miền Nam Việt Nam nắm được chính xác tất cả tài sản quốc gia mà chính quyền Việt Nam Cộng hòa để lại.
Trụ sở Ngân hàng Quốc gia Việt Nam sau này được trưng dụng làm trụ sở Ngân hàng Nhà nước Việt Nam chi nhánh Thành phố Hồ Chí Minh. Địa chỉ: số 17 đường Võ Văn Kiệt (đường Bến Chương Dương cũ), Phường Nguyễn Thái Bình, Quận 1, Thành phố Hồ Chí Minh.

## Lãnh đạo
- Dương Tấn Tài: Thống đốc (1955)
- Vũ Quốc Thúc: Thống đốc (1955–1956)
- Trần Hữu Phương: Thống đốc (1956–1960)
- Nguyễn Xuân Oánh: Thống đốc (1963–1965)
- Nguyễn Hữu Hanh: Tổng Giám đốc (1955–1962), Thống đốc (1965–1968)
- Lê Quang Uyển: Thống đốc (1971–1975)[13]
- Bùi Kiến Thành: nhà kinh tế, Đại diện tại Mỹ (1956–1958)
- Nguyễn Văn Dõng: Phó Thống đốc (1966–1975), Quyền Thống đốc (1968–1971)